# Sniper
Sniper是法国的一个饒舌乐队，最初由Aketo、Tunisiano和Blacko三位歌手于1997年在巴黎北郊的德伊-拉巴尔组建。

## 成员
Sniper的乐队创始人共有三名：
- Aketo（法语：Aketo），真名为Ryad Selmi，出生于法国本土，祖籍阿尔及利亚
- Tunisiano（法语：Tunisiano），真名为Bachir Baccour，出生于法国本土，祖籍突尼斯
- Blacko（法语：Blacko），真名为Karl Appela，出生于法国本土，祖籍留尼旺

此外，DJ Boudj（真名为Mohamed Ali Kebaier，出生于法国本土，祖籍阿尔及利亚）亦曾参与了乐队早期的活动，后被DJ ROC-J接替。
2007年，更擅长于雷鬼音乐的Blacko宣布离开乐队，2015年回归。但2019年Blacko再次离队，此举亦使得2019年2月巡回演唱会被迫取消。

## 历史
Sniper首次在公众中出现是在1997年拉罗谢尔的Francofolies音乐会上，彼时说唱音乐尚未被法国社会广泛接受，他们以嘻哈的形式进行了表演。此后乐队成员开始积极准备，并于2001年1月30日发行了他们的第一张专辑Du rire aux larmes，该专辑在巴黎地下舞台上取得了巨大成功，销量超过200,000张。2003年，乐队发行了第二张专辑《Gravé dans la roche》。第三张专辑《Trait pour trait》于2006年5月面世。2007年宣布离队后，一度陷入低谷，2011年他们发布了第四张专辑《À toute épreuve》。2015年11月Blacko归队后，Sniper开始准备新专辑《Personnalité Suspecte》，其第一部分于2018年底发布。2019年2月Blacko彻底离队后，Aketo和Tunisiano宣布该专辑第二部分将由他们两人继续完成。

## 作品风格
Sniper的作品多以从法国移民视角批判法国社会现状，代表作《Brûle》、《La France》、《Visions chaotiques》描述了阿拉伯裔二代移民在法国社会中的困难处境。此外其作品亦有涉及移民家庭成员间关系的描述，代表作品包括《Fallait que je te dis》、《Sans (re)père》、《J'essaie d'oublier》等。

## 专辑
- Du rire aux larmes（2001年）
- Gravé dans la roche（2003年）
- Trait pour trait（2006年）
- À toute épreuve（2011年）
- Personnalité suspecte. Vol. 1（2018年）

## 争议
2003年11月，时任法国内政部长尼古拉·萨科齐指控Sniper乐队歌词中含有反犹太人的内容，2004年，Sniper因其作品《La France》歌词中含有涉嫌侮辱警察的内容而再次遭到指控。